# Вектор намагніченості
Ве́ктор намагні́ченості або намагні́ченість — характеристика відгуку середовища на прикладене до нього магнітне поле, магнітний момент одиниці об'єму речовини.
Позначається зазвичай літерами {\displaystyle \mathbf {I} } або {\displaystyle \mathbf {M} }.
{\displaystyle \mathbf {B} =\mathbf {H} +4\pi \mathbf {I} },
де {\displaystyle \mathbf {B} } — магнітна індукція, {\displaystyle \mathbf {H} } — напруженість магнітного поля.
Поняття намагніченості не має змісту для окремого атома, а стосується лише групи атомів і характеризує стан речовини, який вона набуває в результаті намагнічування. 
В міжнародній системі одиниць (СІ) намагніченість – це внутрішнє магнітне поле речовини, зумовлене магнітними моментами його атомів.

## Фізична природа
Намагніченість зумовлена або мікроскопічними струмами, які виникають в речовині у зовнішньому магнітному полі, або спінами.
В певних речовинах, які називаються феромагнетиками намагніченість може існувати без зовнішнього магнітного поля. Такі речовини утворюють постійні магніти.

## Зв'язок з напруженістю магнітного поля
Наведена в середовищі намагніченість пропорційна напруженості магнітного поля
{\displaystyle \mathbf {I} =\chi \mathbf {H} },
де величина χ — магнітна сприйнятливість.